# Djurgården Hockey 1978/1979
Djurgården Hockey spelade i Elitserien i ishockey, kom trea i serien och förlorade finalen mot Modo. Interna skytteligan vanns av Anders Kallur.